# Amblyomma robinsoni
Amblyomma robinsoni är en fästingart som beskrevs av Warburton 1927. Amblyomma robinsoni ingår i släktet Amblyomma och familjen hårda fästingar. Inga underarter finns listade i Catalogue of Life.